# Drapeau et armoiries du canton de Thurgovie
Le drapeau et les armoiries thurgoviennes sont des emblèmes officiels du canton de Thurgovie.

## Histoire et signification
Le drapeau du canton de Thurgovie tire ses origines des armoiries de la Maison de Kybourg qui régna sur les lieux de XIe siècle à 1263. Lorsque la lignée s'éteint en 1263, après la mort de Hartmann V, les terres furent administrées par Rodolphe de Habsbourg. 
Les armoiries des Kybourg étaient presque identiques au drapeau actuel de la Thurgovie à la différence près que le fond de l'écu était noir. La description héraldique des armoiries était la suivante: « En champ d'argent une bande de gueules accompagnée de deux lions de même ». Le drapeau de cette dynastie continue aujourd'hui d'exister à travers le village de Kybourg dans le Canton de Zurich.
Lorsque les Habsbourg prirent possession des terres, le blason resta le même mais le fond noir fut modifié pour du rouge, couleur des Habsbourg. Le drapeau ne changea pas lorsque la Thurgovie fut conquise par les Confédérés.
Ce n'est qu'en 1803 avec l'Acte de Médiation que les couleurs changèrent. On adopta, le 13 avril 1803, le vert et le blanc, couleurs révolutionnaires représentant la liberté et l'espérance en syncrétisme avec le blanc,, comme à Saint-Gall et à  Vaud. Toutefois, les textes de l'époque ne mentionnent pas la couleur des lions, couleur jaune qui a simplement été conservée. Le texte, traduit par Mühlemann dans son ouvrage est le suivant :
« 1. Les couleurs du canton sont le blanc et le vert clair.
2. Les armoiries cantonales se composent d'un écu tranché d'argent et de sinople, le champ d'argent est le supérieur, le vert l'inférieur; dans chacun un lion rampant. Le tenant est une figure féminine qui porte une couronne de feuillage de chêne, symbole de l'amour patriotique. En haut apparaît l'inscription « Suisse confédérée » et en bas, aux pieds du blason, « Canton de Thurgovie », en lettres d'or sur fond vert.
[...] »
Le vexillologue Mühlemann et l'héraldiste Gauthier pointent dans leurs ouvrages respectifs, à juste titre, que l'usage héraldique n'autorise pas la superposition deux métaux (or pour le jaune et argent pour le blanc). Mühlemann va plus loin, en estimant que le texte adopté montre « qu'aucun membre de la commission n'avait des connaissances héraldiques ».

## Propositions de changement de drapeau
En 1864, Adolphe Gauthier dénonça cette anomalie héraldique, puis ce fut au tour de l'Autrichien Alfred Grenser de le faire en 1866 et ensuite par Hauptmann en 1924 qui plaident, à tour de rôle, pour un lion vert dans le champ blanc et un lion blanc dans le champ vert.
L'archivisite cantonal Bruno Meyer présenta, le 4 janvier 1938 un nouveau drapeau entièrement vert, avec une double bande blanche et deux lions blancs. La description héraldique était la suivante: « De sinople à la double bande d'argent accompagnée de deux lions rampants du deuxième, lampassés de gueules». La Seconde Guerre mondiale empêcha la discussion de ces nouvelles armoiries mais le tout fut remis sur la table en 1947 par Ernst Leisi, président de la Société historique du canton de Thurgovie. Il reprit la proposition de Meyer qui fut transmise au parlement en avril 1948 mais en mai de la même année, on ressorti également les anciennes armoiries de Thurgovie sous les Habsbourg qui maintenaient les lions d'or et qui furent transmises au Parlement le 1er septembre 1948. Le parlement rejeta cette seconde proposition le 18 décembre 1948.

Proposition de mars 1948
Proposition de septembre 1948

## Descriptions

### Description vexillologique
La description vexillologique du drapeau thurgovien est « Tranché de vert et de blanc aux deux lions jaunes lampassés et vilenés de rouge ». 

### Description héraldique
La description héraldique des armoiries thurgoviennes est « Tranché d'argent et de sinople aux deux lions d'or lampassés et vilenés de gueules ». 

## Autre représentation vexillologique et héraldique
Le drapeau est également décliné sous forme d'oriflamme, soit en queue de pie, soit en base plate. L'oriflamme des cantons reprenant le drapeau cantonal dans sa partie supérieure et les couleurs cantonales dans la partie inférieure est appelée un drapeau « complet ». 

Drapeau complet thurgovien.

## Utilisation et mention
Le drapeau et les armoiries sont identiques. Les lions rampent en direction de la hampe du drapeau, sur les armoiries vers la droite héraldique.

Les armoiries se retrouvent sur les plaques d'immatriculation arrières de véhicules enregistrés dans le canton de Thurgovie.

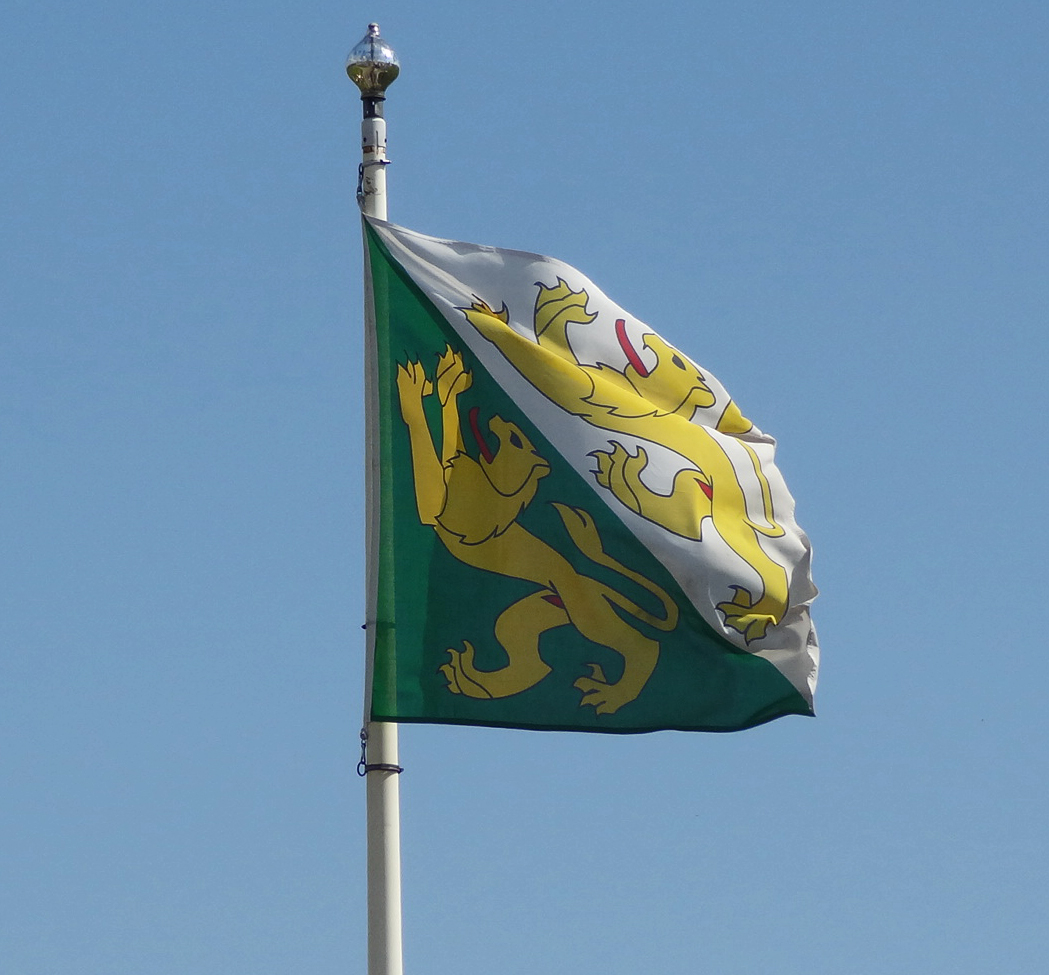
Le drapeau thurgovien sur un mât.
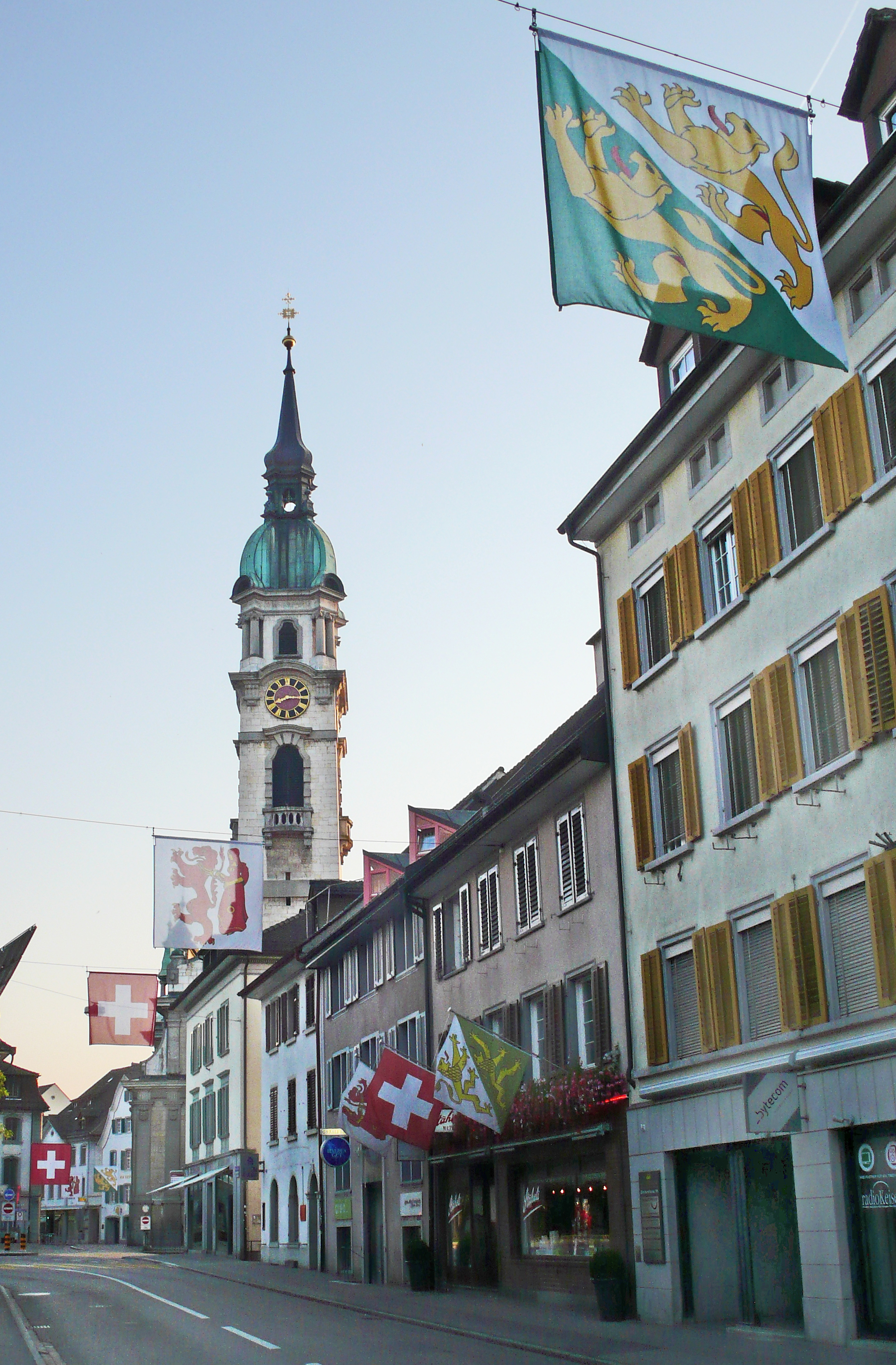
Le drapeau cantonal pendu à Frauenfeld.
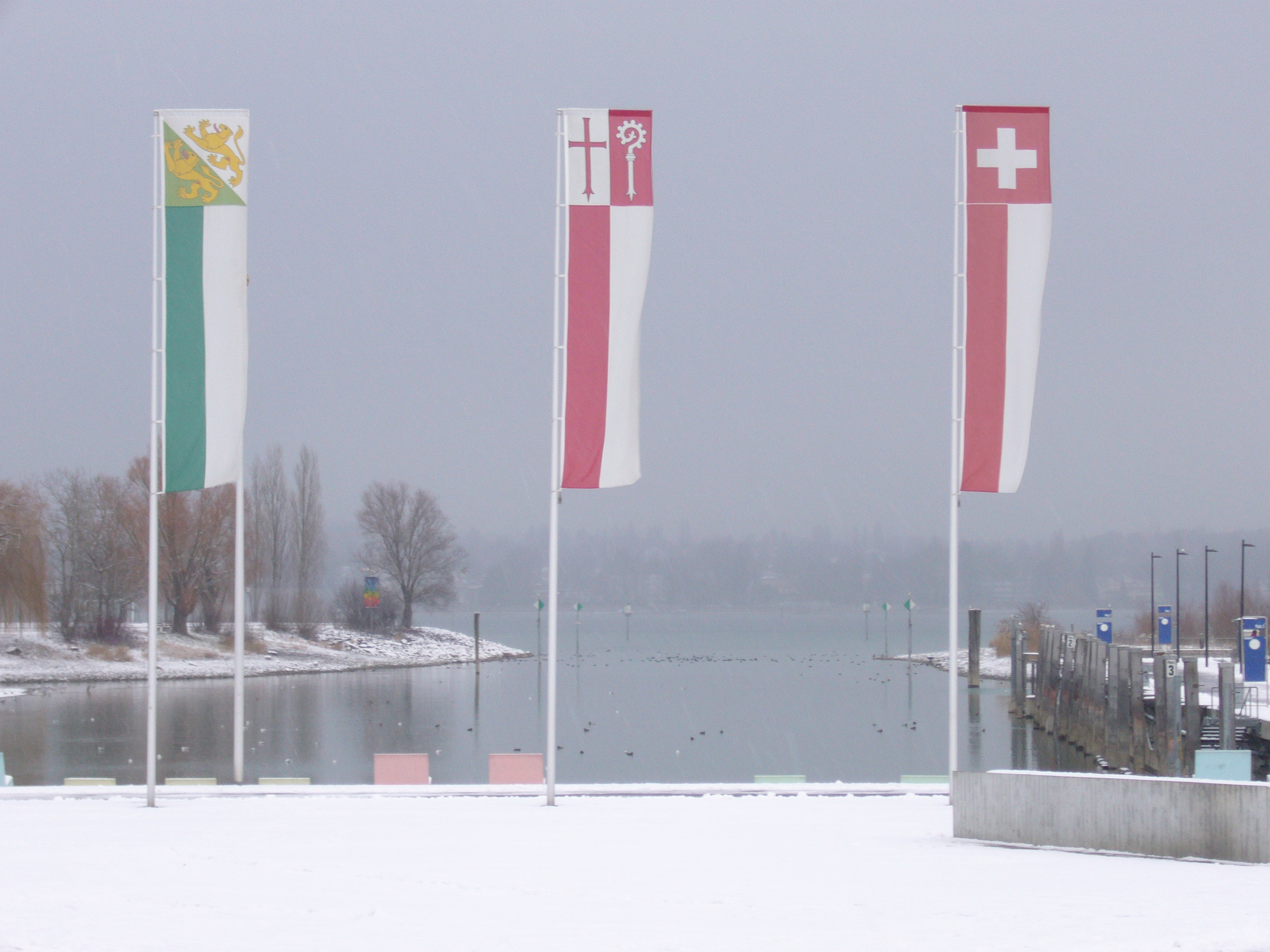
Le drapeau complet à Kreuzlingen.
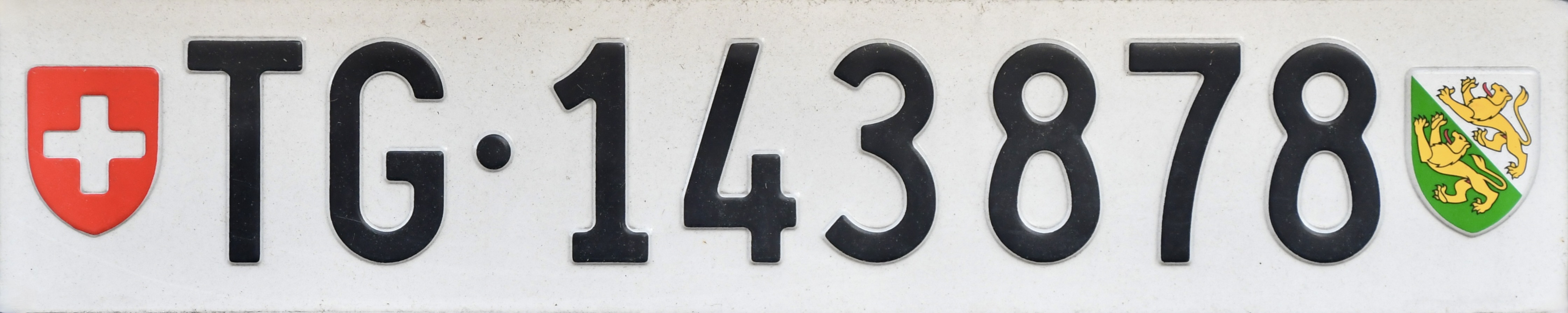
Plaque d'immatriculation arrière thurgovienne.